# Copaxa mannana
Copaxa mannana är en fjärilsart som beskrevs av Dyar 1914. Copaxa mannana ingår i släktet Copaxa och familjen påfågelsspinnare. Inga underarter finns listade i Catalogue of Life.